# Restio longiaristatus
Restio longiaristatus är en gräsväxtart som först beskrevs av Neville Stuart Pillans och Hans Peter Linder, och fick sitt nu gällande namn av Hans Peter Linder och C.R.Hardy. Restio longiaristatus ingår i släktet Restio och familjen Restionaceae. Inga underarter finns listade i Catalogue of Life.